# كيش رودبار (مقاطعة فومن)
كيش رودبار (بالفارسية: کیش رودبار) هي قرية تقع في قسم غوراببس الريفي في إيران. يقدر عدد سكانها بـ 454 نسمة بحسب إحصاء 2016.